# Governo

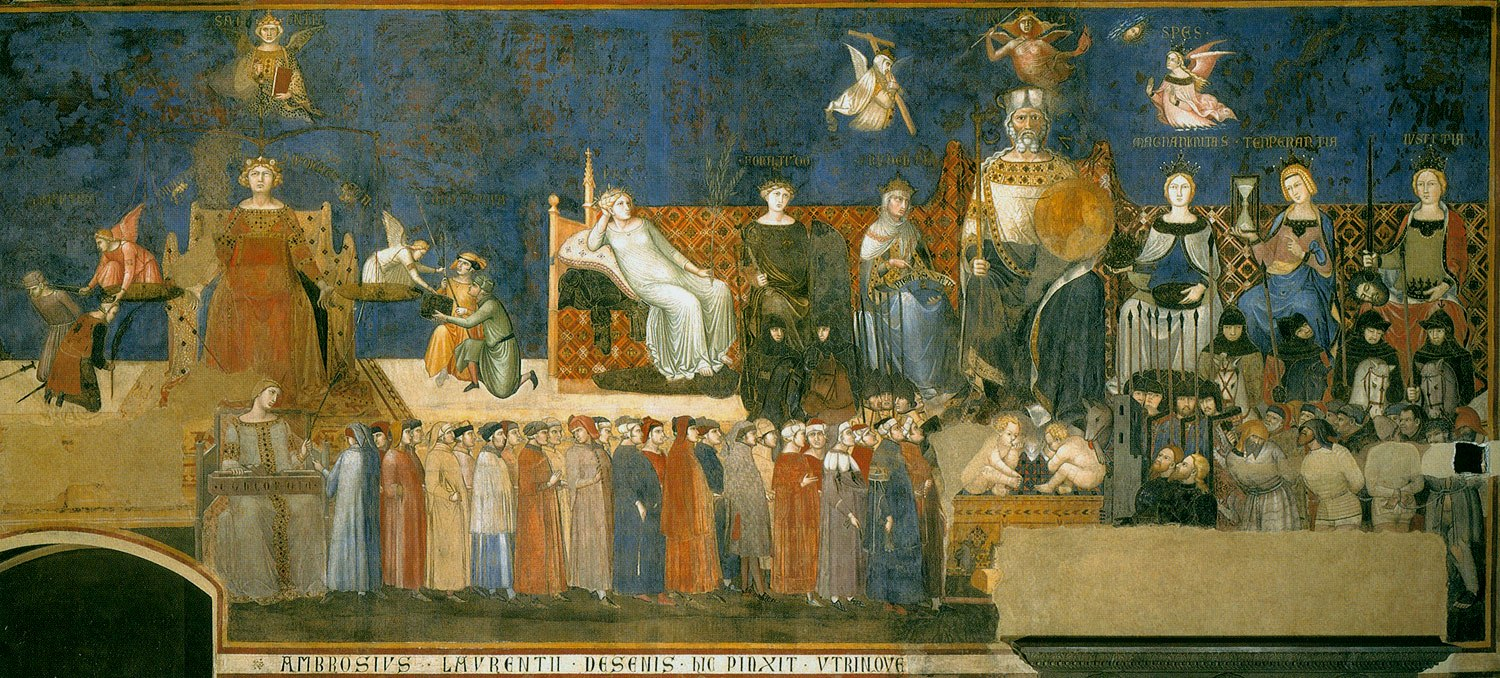
Ambrogio Lorenzetti, Allegoria del Buon Governo, 1337-1340, Palazzo Pubblico, Siena

Il termine governo (dal verbo governare, in latino gubernāre, "reggere il timone", a sua volta derivato dal greco antico: κυβερνάω?, kybernáō) è utilizzato nel linguaggio giuridico e politologico con vari significati. In un senso molto ampio il governo è l'insieme dei soggetti che in uno stato, a livello centrale o a livello locale, detengono il potere politico.

## Descrizione
Si fa riferimento a questo significato quando si dice che il governo, assieme al territorio e al popolo, è uno degli elementi costitutivi dello Stato. Il significato può essere ulteriormente ampliato, includendovi anche le forze politiche e sociali, quali i partiti e i sindacati, che, pur non essendo parti dello Stato o enti pubblici, partecipano comunque all'esercizio del potere politico. Più dettagliatamente, il governo è l'insieme dei soggetti che in uno Stato detengono il potere politico in posizione di indipendenza, perché collocati al vertice e non subordinati ad altri soggetti (superiorem non recognoscentes).
Laddove vige la separazione dei poteri, il governo abbraccia tutti gli organi dello Stato e degli altri enti pubblici, appartengano essi al potere legislativo, esecutivo o giudiziario. Negli Stati moderni tali soggetti si identificano con gli organi costituzionali, ossia quegli organi che, in posizione di reciproca indipendenza, partecipano alla definizione dell'indirizzo politico dello Stato: il parlamento, il vertice del potere esecutivo, il capo dello Stato, la corte costituzionale o la corte suprema, alla quale è affidato il controllo di legittimità costituzionale. 
Il complesso dei rapporti intercorrenti tra questi organi, disciplinati dalla costituzione, costituisce la forma di governo dello Stato. In un senso ancora più ristretto con governo s'intende uno solo dei predetti organi costituzionali, quello posto al vertice del potere esecutivo, dal quale dipende la pubblica amministrazione. Va notato che questo significato si distingue dal precedente solo dove vige la separazione dei poteri: nello Stato assoluto, infatti, i due significati coincidono e identificano il monarca con i suoi diretti collaboratori.

### Il governo come organo esecutivo
In un senso più ristretto, il governo viene identificato con il potere esecutivo. Infatti, mentre nello Stato assoluto il governo è il vertice stesso dello Stato, nelle altre forme di governo basate è il vertice del solo potere esecutivo. Ciò non toglie che, anche in questi casi, il governo abbia comunque una posizione di notevole rilevanza nel sistema costituzionale. 
In molti ordinamenti, come quello italiano, il governo è l'organo a cui è assegnata la titolarità del potere esecutivo. Esso coincide con il Consiglio dei ministri ed è formato da un organo monocratico, il Presidente del Consiglio dei ministri, e dai vari ministri.

### Struttura
La struttura del governo varia notevolmente secondo la forma di governo adottata. In generale, si tratta di un organo complesso, ossia articolato in più organi monocratici o collegiali, tra i quali si possono annoverare:
- il capo dello Stato, monocratico o collegiale, sebbene nei sistemi parlamentari possa anche non appartenere al governo (come nell'ordinamento italiano);
- il vicario del capo dello Stato monocratico, dove è presente (vicepresidente della repubblica o sim.) qualora lo sia il capo dello Stato;
- il capo del governo, ove diverso dal capo dello Stato (Primo ministro, Presidente del Consiglio dei ministri, cancelliere, ecc.);[1]
- il vicario del capo del governo, ove presente (vice primo ministro, vicepresidente del consiglio dei ministri, ecc.);
- i ministri  o segretari di Stato;
- eventuali organi monocratici che coadiuvano i ministri e svolgono funzioni vicarie degli stessi (sottosegretari di Stato, vice ministri, ecc.);
- eventuali organi monocratici con funzioni particolari (ad esempio, l'attorney general nei paesi di common law o il procuratore generale al quale fa capo il pubblico ministero in certi paesi di civil law);
- un organo collegiale, il gabinetto[2] o consiglio dei ministri (in alcuni ordinamenti denominato consiglio di Stato, consiglio esecutivo o, semplicemente, governo), che riunisce i ministri sotto la presidenza del capo dello Stato o del capo del governo (in certi ordinamenti i soli ministri membri del gabinetto);
- eventuali organi collegiali, per lo più denominati consigli o comitati, che riuniscono parte dei ministri con funzioni di coordinamento settoriale (sono i cosiddetti comitati interministeriali).

### Funzioni
Il governo opera come vertice del potere esecutivo e, in questa veste, stabilisce, con il concorso degli altri organi costituzionali dello Stato, l'indirizzo politico, ossia formula le scelte con le quali si individuano i fini che lo stato intende perseguire in un determinato momento storico attraverso l'attività amministrativa. I membri del governo, collegialmente o individualmente in quanto preposti ai rispettivi dicasteri, curano la traduzione dell'indirizzo politico nell'attività amministrativa esplicata dalla pubblica amministrazione, svolgendo, quindi, funzioni amministrative e, in particolare, di alta amministrazione (ad esempio, la nomina e la revoca dei più alti funzionari pubblici).
Va aggiunto che, anche negli stati dove vige la separazione dei poteri, il governo mantiene funzioni normative, infatti:
- può adottare atti normativi seppur aventi forza inferiore a quella della legge (tali atti sono di solito denominati regolamenti);
- in certi ordinamenti può adottare atti normativi aventi la stessa forza della legge, previa delega del parlamento o subordinatamente a successiva ratifica dello stesso;
- può presentare proposte di legge al parlamento e anzi, laddove la maggioranza parlamentare sostiene il governo, come avviene necessariamente nei sistemi parlamentari, la gran parte delle leggi approvate dal parlamento è d'iniziativa governativa.

## Le forme di governo

### Nello Stato assoluto
Nella monarchia assoluta, come si è già accennato, il governo s'identifica con il monarca e i suoi diretti collaboratori. Questi dapprincipio, nello Stato patrimoniale, sono essenzialmente amministratori della casa del sovrano e dei suoi beni (ciambellano, cancelliere, siniscalco, ecc.). Con la formazione di apparati amministrativi statali, i dicasteri, i funzionari a essi preposti, ministri o segretari di Stato, divengono diretti collaboratori del sovrano, con il compito di consigliarlo e attuare le sue scelte politiche nei settori amministrativi loro affidati. I ministri devono godere della fiducia del sovrano che li può nominare e revocare a suo piacimento. Sebbene possano esservi delle riunioni collegiali di ministri sotto la presidenza del monarca, non esiste alcuna direzione collegiale del governo, né questo è considerato un corpo unitario giacché i singoli ministri sono nominati e revocati singolarmente.

### Nelle democrazie contemporanee
Nella monarchia costituzionale la struttura del governo non è diversa da quella della monarchia assoluta, ma il sovrano e il suo governo non sono più i detentori di tutti i poteri dello Stato: al loro fianco, e in posizione d'indipendenza, esistono un parlamento, al quale è attribuita la funzione legislativa, e un potere giudiziario, al quale è attribuita la funzione giurisdizionale. Il governo, quindi, non è più il vertice dello Stato ma di uno solo dei poteri dello Stato, il potere esecutivo, dal quale dipende la pubblica amministrazione.
Nella monarchia parlamentare il governo si emancipa dal sovrano, non dovendo più godere della sua fiducia: il rapporto fiduciario con il sovrano viene sostituito da quello con il parlamento, la cui fiducia è quindi necessaria affinché il governo possa rimanere in carica. D'altro canto, i ministri non sono più nominati e revocati singolarmente: al contrario essi costituiscono un corpo unitario, la cui direzione è affidata ai suoi stessi componenti riuniti in collegio, il gabinetto o consiglio dei ministri, e a uno di essi, il capo del governo, con una ripartizione del potere tra i due organi variabile da ordinamento a ordinamento. Il monarca resta capo dello Stato con una funzione di garanzia e di rappresentanza, non più di direzione del governo, tanto che, secondo parte della dottrina, non può più nemmeno essere considerato componente dello stesso. Dato il ruolo qui assunto dal capo dello Stato, la struttura del governo e la forma di governo non cambiano allorché al monarca si sostituisca un capo di Stato repubblicano, dando luogo alla repubblica parlamentare.
Nella repubblica presidenziale la struttura del governo è, invece, sostanzialmente la medesima della monarchia costituzionale, con la differenza che qui il capo dello Stato è repubblicano anziché monarchico ed è eletto, direttamente o indirettamente, dal corpo elettorale.
Uno sviluppo della repubblica parlamentare, che in tal modo acquisisce alcuni caratteri della repubblica presidenziale, è rappresentato dalla repubblica semipresidenziale, nella quale il capo dello Stato riacquista un ruolo di governo: infatti il capo del governo e i ministri per rimanere in carica devono godere della sua fiducia oltre a quella del parlamento; inoltre, nel modello rappresentato dalla Quinta Repubblica francese, il capo dello Stato ha anche funzioni dirette di governo in alcune materie, soprattutto riguardo alla politica estera e alla difesa, e può presiedere il consiglio dei ministri.
La repubblica direttoriale, oggigiorno rappresentata dalla sola Svizzera, si differenzia da quella presidenziale perché le funzioni di capo dello Stato sono svolte da un organo collegiale, il direttorio, che in alcuni ordinamenti è eletto dal parlamento, al quale non è comunque legato da rapporto fiduciario, e in altri direttamente dal popolo; il direttorio svolge le funzioni del governo, se i suoi membri sono direttamente preposti ai dicasteri (come in Svizzera), o di un capo del governo collegiale, se ai dicasteri sono preposti ministri non suoi membri ma sottoposti alla sua direzione (come il Direttorio che ha governato la Francia dal 1795 al 1799).

### Negli altri regimi contemporanei
Nello stato socialista gli organi costituzionali sono simili a quelli degli stati liberaldemocratici (un'assemblea di tipo parlamentare, un governo, un capo dello Stato quasi sempre collegiale), ma il principio di separazione dei poteri è sostituito dal principio di unità del potere statale. In base a questo principio tutto il potere è concentrato nelle assemblee elettive, ai vari livelli territoriali di governo (fino a quello centrale, statale o federale) le quali, in quanto organi del potere statale, non solo esercitano la funzione legislativa ma eleggono, controllano e, se del caso, possono revocare gli organi amministrativi (a livello statale il governo), giurisdizionali e di sorveglianza (procuratura) del proprio livello. D'altra parte, in virtù del principio del centralismo democratico, tutti questi organi rispondono ai loro elettori (quindi le assemblee al corpo elettorale, gli organi amministrativi, giurisdizionali e di sorveglianza alla rispettiva assemblea) ma dipendono anche dal corrispondente organo del livello superiore. Va aggiunto che le assemblee sono a loro volta condizionate dalla funzione di guida esercitata dal partito comunista (anch'esso strutturato secondo il principio del centralismo democratico).
Anche negli stati autoritari, di tipo nazifascista, si possono trovare organi costituzionali simili a quelli delle forme di governo democratiche, retaggio dei regimi ai quali si sono sostituiti (si pensi alla monarchia o, nella fase iniziale, alle camere dell'Italia fascista). Anche questa forma di stato, però, rifiuta la separazione dei poteri, contrapponendovi la concentrazione degli stessi nella persona del "capo" (duce, führer, caudillo, ecc.), il quale tende a unire i ruoli di capo di Stato, capo del governo e leader del partito unico e a esercitare direttamente la funzione legislativa (con il parlamento che, laddove sopravvive, si riduce a organo consultivo o di ratifica), mentre anche i giudici perdono la loro indipendenza.
Al di fuori dei casi ora ricordati, vi sono regimi che, pur non rifiutando ideologicamente il principio di separazione dei poteri, lo accantonano, concentrando i poteri in capo al governo (soprattutto monocratico, come quello presidenziale) o a un organo ad hoc (ad esempio, una giunta militare). In questi casi l'accantonamento della separazione dei poteri viene giustificato, spesso pretestuosamente, con la necessità di affrontare situazioni di pericolo per la sicurezza dello Stato e viene quindi presentato come temporaneo (anche se, non di rado, finisce per protrarsi nel tempo).
In generale sono oggi denominati dittature i regimi che, in contrasto con il principio di separazione dei poteri, concentrano gli stessi in un solo organo, monocratico o collegiale (anche se il termine non viene abitualmente impiegato con riferimento alle residue monarchie assolute).